# ريان هاينز
ريان هاينز (بالإنجليزية: Ryan Haynes) هو لاعب كرة قدم بريطاني، ولد في 27 سبتمبر 1995 في نورثامبتون في المملكة المتحدة. لعب مع كامبريدج يونايتد وكوفنتري سيتي.

## وصلات خارجية
- ريان هاينز على موقع قاعدة بيانات كرة القدم.إي يو (الإنجليزية)
- ريان هاينز على موقع Soccerbase.com (لاعب) (الإنجليزية)